# Ivan Hafner
Ivan Hafner, slovenski poštni uradnik in lepidopterolog,  * 17. maj 1867, Hrastje pri Mirni Peči, † 7. maj 1947, Ljubljana.

## Življenjepis
Rojen je bil 17. maja 1867 v Hrastju pri Šentjerneju v družini Graščinskega oskrbnika v Gracarjevem turnu. Po končani gimnaziji v Novem mestu, se je želel posvetiti prirodoslovnemu študiju, za kar pa ni imel gmotne osnove. Zato se je leta 1889 zaposlil kot poštni uradnik; najprej v Gorici, po nekaj letih pa se je vrnil v Ljubljano, kjer je ostal do smrti. Umrl je 7. maja 1947.
Z metulji se je začel ukvarjati že v otroški dobi in je vse življenje je raziskoval metulje in bil vodilni slovenski raziskovalec metuljev (lepidopterolog). Okoli njega so se od začetka 20. stoletja naprej zbirali vsi tedanji slovenski raziskovalci metuljev.

## Delo
Hafner je napisal veliko strokovnih in znanstvenih prispevkov v raznih entomoloških in drugih revijah. Najpomembnejša so favnistična dela o metuljih Kranjske (Carniola, 1909-1912), metuljih Goriške (Carniola, 1911) in v rokopisu izpopolnjen seznam, ki zajema tudi metuljčke (Mikrolepidoptera). Med vojnama je organiziral slovenske entomologe in sodeloval pri urejanju zbirk v Prirodoslovnem muzeju Slovenije v Ljubljani. Po njem je imenovanih več vrst in podvrst metuljev (Evetria hafneri, Coleophora hafneri).